# 마자이나스
마자이나스(Masainas)는 이탈리아 사르데냐 주에 있는 수드사르데냐도의 코무네로, 칼리아리에서 남서쪽으로 약 45 km, 카르보니아에서 남동쪽으로 약 15 km 떨어져 있다. 전통적인 술치스 지역의 일부이다.
마자이나스는 다음 코무네와 접해 있다: 지바, 피시나스, 산탄나아레시, 테울라다.